# Auguste Vitu

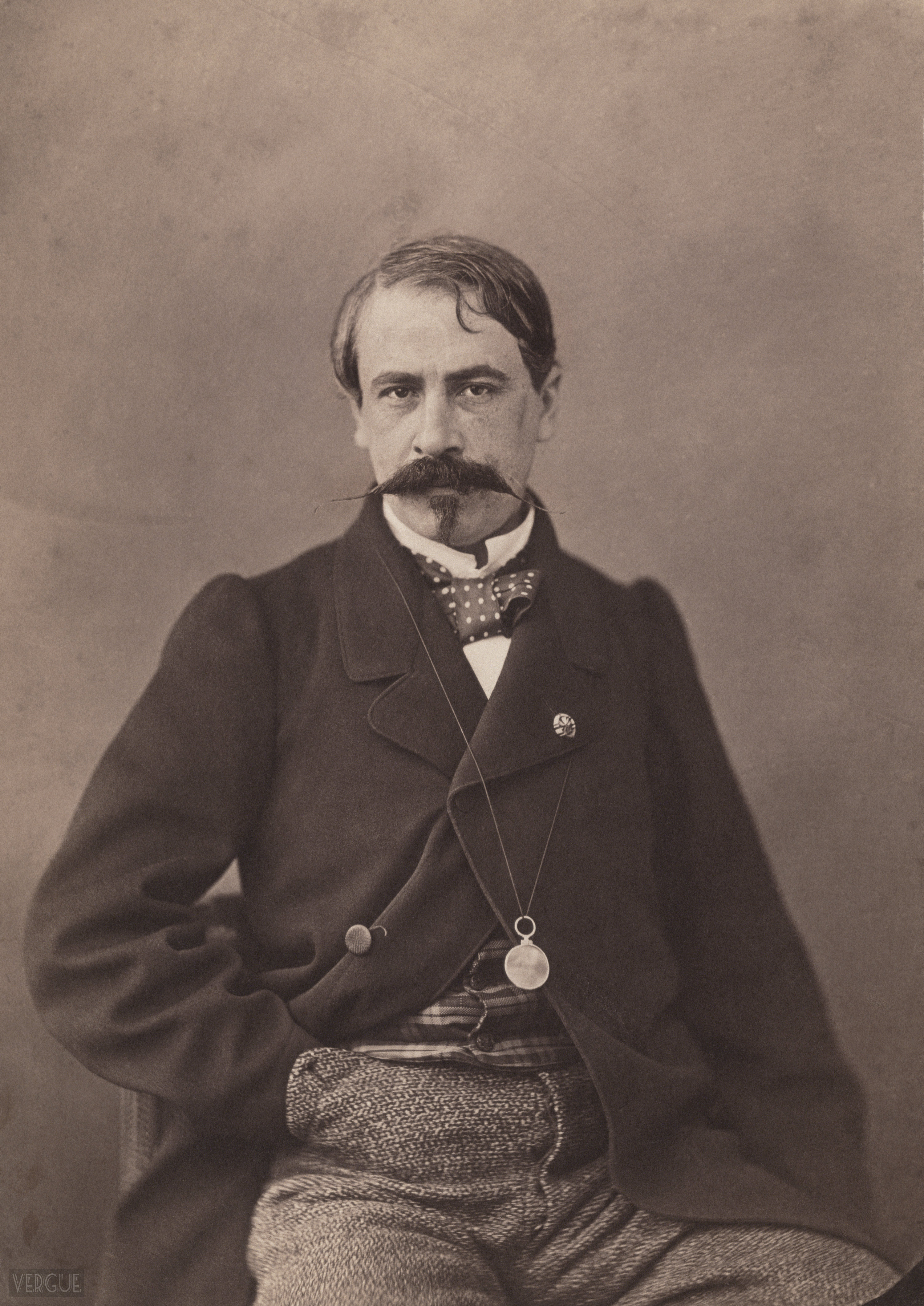
Auguste Vitu.

Auguste Charles Joseph Vitu, född den 7 oktober 1823 i Meudon, död den 5 augusti 1891, var en fransk skriftställare.
Vitu var under 1840-talet medarbetare i olika tidningar och skrev under de oroliga åren 1848-1851 i motrevolutionära pressorgan. Han blev 1854 redaktör av "Le Pays", 1860 av "Le Constitutionnel" och 1867 av den högkonservativa "L'Étendard", vilken han lämnade 1868. År 1870 blev Vitu redaktör av "Peuple Français", teaterkritiker i "Le Figaro" och 1872 därjämte medarbetare i den bonapartistiska "Le Gaulois". Utom lättare tidningsuppsatser, av vilka samlingar utgivits, författade Vitu bland annat Histoire de Napoleon III (1854), Études littéraires sur la revolution française (samma år), Contes à dormìr delout (1860; 3:e upplagan 1876) och Histoire civile de l'armée (1868). 